# Freeway Madness
Albums de The Pretty Things
Parachute
(1970) Silk Torpedo
(1974)
Freeway Madness est le septième album des Pretty Things, sorti en 1972.

## Contexte
Après l'échec commercial de Parachute, le bassiste et compositeur Wally Waller quitte les Pretty Things courant 1971 pour travailler comme producteur aux côtés de Norman Smith. Le groupe se sépare alors, puis se reforme quelques mois plus tard sur l'insistance du manager Bill Shepherd, envoûté par Parachute. Le remplaçant de Waller est Stuart Brooks (ex-Black Cat Bones).
Shepherd obtient un contrat avec la Warner, et le groupe enregistre l'album dans la deuxième moitié de l'année 1972 aux studios Morgan de Willesden, dans le nord-ouest de Londres. Wally Waller, contacté par Phil May, accepte de produire l'album, mais il doit le faire incognito, étant donné qu'il travaille normalement pour EMI : il apparaît sous le pseudonyme d'« Asa Jones » dans les crédits. Il offre également au groupe la chanson Over the Moon, qu'il chante lui-même.
Le dessin qui orne la pochette de l'album (œuvre du studio Hipgnosis) représente les membres du groupe, regardant à travers le pare-brise d'une vieille voiture américaine jaune (celle de David Gilmour, qui apparaît à ce titre dans les crédits de l'album). Sur la pochette avant apparaissent les cinq Pretty Things qui ont enregistré ce disque, tandis que la pochette arrière comprend les visages de tous les anciens membres du groupe.

## Titres
Toutes les chansons sont de Phil May et Peter Tolson, sauf indication contraire.

### Face 1
1. Love Is Good (May, Povey) – 6:54
2. Havana Bound – 3:56
3. Peter (Tolson) – 1:26
4. Rip Off Train – 3:19
5. Over the Moon (May, Waller) – 4:31

### Face 2
1. Religion's Dead – 4:13
2. Country Road – 4:18
3. Allnight Sailor – 1:55
4. Onion Soup – 3:48
5. Another Bowl? – 2:55

### Titres bonus (réédition CD)
Les titres 11 à 14 proviennent d'un concert donné au Lyceum de Londres durant l'été 1973. Les titres 15 et 16 reprennent le contenu de l'unique single extrait de l'album (Warner K 16225).
1. Religion's Dead (en concert) – 4:46
2. Havana Bound (en concert) – 4:20
3. Love Is Good (en concert) – 6:43
4. Onion Soup (en concert) – 8:19
5. Over the Moon (version single) – 4:07
6. Havana Bound (version single) – 3:50

## Musiciens

### The Pretty Things
- Skip Alan : batterie, chant
- Stuart Brooks : basse
- Phil May : chant, guitare, basse
- John Povey : claviers, percussions, chant
- Peter Tolson : guitare, basse

### Musiciens supplémentaires
- Wally Waller : chant (5, non crédité)
- Gordon Huntley : guitare pedal steel (7)
- Billy Reid : violon
- Johnny Van Derrick : violon
- Don Harper : alto, arrangements des cordes
- Peter Willison : violoncelle